# Урусов, Михаил Александрович
Князь Михаил Александрович Урусов (1802—1883) — белорусский генерал-губернатор из рода Урусовых.

## Биография
Сын обер-камергера члена Государственного совета князя Александра Михайловича Урусова и жены его Екатерины Павловны Татищевой, сестры коллекционера Д. П. Татищева. Семья Урусовых была большой, его братья — Павел (генерал от инфантерии, начальник 5-й пехотной дивизии) и Пётр (камергер); сёстры — Мария (в замужестве за И. А. Мусиным-Пушкиным и канцлером А. М. Горчаковым) и Софья (замужем за генералом от кавалерии князем Л. Л. Радзивиллом).
Образование получил в Пажеском корпусе, из которого 26 марта 1821 года выпущен прапорщиком в Харьковский драгунский полк. Назначенный адъютантом к генерал-адъютанту П. Д. Киселёву, Урусов некоторое время спустя был переведён в лейб-гвардии уланский полк.
Принимал участие в русско-турецкой войне 1828—1829 годов и за отличие был награждён орденами св. Анны 3-й степени с бантом (в 1828 году) и св. Владимира 4-й степени с бантом (в 1829 году).
Назначенный 5 сентября 1829 года флигель-адъютантом ротмистр Урусов в следующем году принял участие в подавлении Польского восстания и за многочисленные отличия был 5 мая 1832 года пожалован золотой саблей с надписью «За храбрость». Также он в 1831 году получил польский знак «Virtuti Militari» 4-й степени.
В 1835 году получил чин полковника. 11 декабря 1840 года князь Урусов за беспорочную выслугу 25 лет в офицерских чинах был награждён орденом св. Георгия 4-й степени (№ 6198 по кавалерскому списку Григоровича — Степанова).
10 октября 1843 года произведён в генерал-майоры, с назначением в Свиту Его Величества, затем назначен Нижегородским военным губернатором и 6 декабря 1853 года произведён в генерал-лейтенанты. В 1854 году Урусов был назначен Витебским, Могилевским и Смоленским генерал-губернатором. Через два года князь Урусов получил назначение присутствующим в Московские департаменты Сената; был почётным опекуном Московского опекунского совета.
Среди прочих наград князь Урусов имел ордена св. Станислава 1-й степени (1846 год), св. Анны 1-й степени (1849 году, императорская корона и мечи к этому ордену пожалованы в 1851 году), св. Владимира 2-й степени (1856 год), Белого Орла (1865 год), св. Александра Невского (1868 год, алмазных знаков этого ордена удостоен в 1871 году), орден св. Владимира 1-й степени (1878 год). В 1875 году произведён в генералы от кавалерии.
По словам барона А. И. Дельвига, Урусов «был человек очень ограниченный, но вмести с тем до крайности самолюбивый. Он ни по образованию, ни по роду своей прежней службы, не имел никаких сведений, необходимых губернатору, и о Своде Законов не имел никакого понятия». Скончался в Москве 16 декабря 1883 года. Похоронен на Ваганьковском кладбище (15 уч.).

## Семья

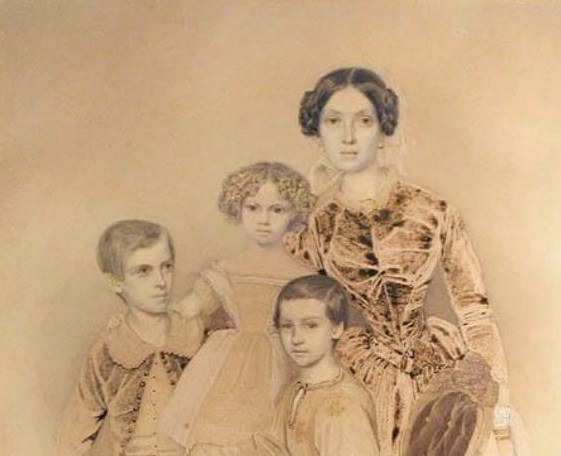
Княгиня Екатерина Петровна Урусова с детьми (1847 год)

Жена (с 1838) — Екатерина Петровна Энгельгардт (1817—1902), дочь духовщинского уездного предводителя дворянства, отставного гвардии поручика Петра Яковлевича Энгельгардта и жены его Анны Михайловны Белкиной. Принесла в приданое довольно хорошее состояние. После смерти мужа княгиня Урусова постоянно проживала в своем имении Овиновщине с младшим сыном Владимиром. Дети:
- Александр (1839—1886), камергер, был женат (с 1870) на Леонилле Лазаревне Лазаревой (1842—1932).
- Ольга (29.11.1840—17.03.1843), от воспаления легких.
- Фёдор (18.09.1842[3]—1918), генерал-лейтенант. Погиб в Пятигорске в массовой казни, устроенной большевиками.
- Зинаида (1845—1917), в первом браке за камергером Д. А. Олениным (1836—1884), внуком А. Н. Оленина; во втором — за доктором В. Р. Буцке.
- Владимир (1857—1922), член Государственного Совета, гофмейстер. Эмигрировал во Францию.